# Samuel Melin (1885–1976)
David Samuel Melin, född 10 april 1885 i Valstads församling i dåvarande Skaraborgs län, död 2 april 1976 i Toarps församling i dåvarande Älvsborgs län, var en svensk präst inom Svenska kyrkan i Skara stift.
Samuel Melin (den yngre) var son till kontraktsprosten Samuel Melin och Hilda, ogift Stenborg. Han var också äldre bror till botanikern Elias Melin samt prästerna Daniel Melin, Paul Melin och Ruben Melin. Efter studentexamen 1904 vid högre allmänna läroverket i Skara läste han teologi i Uppsala. Han avlade teologisk filosofisk examen där 1905, blev teologie kandidat 1908 samt avlade praktisk teologiskt prov och prästvigdes 1908.
Han blev tredje predikant i Daretorps församling 1909, andre komminister i Rångedala församling 1913, kyrkoherde i Kyrkefalla församling 1922 och hade slutligen motsvarande tjänst i Borås Gustav Adolfs församling 1939–1955. 1947 blev han prost. Samuel Melin var ordförande i Borås samfällda kyrkofullmäktige, Gustav Adolfs och Brämhults kyrkoråd och Kyrkefalla skolstyrelse 1922–1938. Han var ledamot av Nordstjärneorden (LNO).
År 1913 gifte han sig med Hedvig Synnerholm (1887–1972), dotter till kyrkoherde Carl Synnerholm och Emma Hallbäck. De fick fyra barn: kyrkoherde Lennart Melin (1914–2002), folkskolläraren Kerstin Forss (1916–2009), gift med prästen Ingemar Forss, kyrkoherde Sune Melin (född 1920) och sjuksköterskan Sara Holmstrand (1924–2012), gift med kyrkoherde Bertil Holmstrand.
Makarna Melin är begravda på Toarps kyrkogård utanför Borås.